# Adam Paterson Ingram
Adam Paterson Ingram (* 1. Februar 1947 in Glasgow) war von 2001 bis 2007 parlamentarischer Staatssekretär beim Verteidigungsminister des Vereinigten Königreichs.

## Leben
Er besuchte die Cranhill Senior Secondary School in einem Wohnviertel im Norden von Glasgow. Er war eine Jahrgangsstufe unter Archy Kirkwood, Baron Kirkwood of Kirkhope einem Mitglied des Privy Council. Er ist Absolvent der The Open University. Von 1967 bis 1977 arbeitete er als Programmierer. 1970 heiratete er Maureen McMahon. Von 1977 bis 1987 war er Gewerkschaftssekretär der National and Local Government Officers Association einer Gewerkschaft für Kommunalbeamte. Von 1980 bis 1987 war er ehrenamtlicher Friedensrichter und saß der Labour Party im Wahlkreis East Kilbride vor.
Von 1980 bis 1987 war er Landrat und von 1984 bis 1987 Leiter des Bezirksrates.
1983 kandidierte er für das Unterhaus im Wahlkreis Strathkelvin and Bearsden. Bei den Britischen Unterhauswahlen 1987 kandidierte er für Labour und wurde gewählt. Nach Labour’s Wahlsieg im 1997 ernannte ihn Tony Blair zum Staatssekretär im Northern Ireland Office. Er war der am längsten amtierende parlamentarische Staatssekretär beim Verteidigungsminister in der britischen Geschichte. Er gehört dem britischen Privy Council an.
Am 27. März 2009 erklärte Ingram, dass er an den britischen Unterhauswahlen am 3. Juni 2010 sich nicht zur Wahl aufstellen lässt.
Ende April 2004 klagte Ingram gegen George Galloway und den Verlag Penguin Books wegen Verleumdung in der Autobiografie I'm Not The Only One, von Galloway. Bei der Verhandlung der Klage, mussten die Anwälte von Ingram einräumen, dass Ingram in der Band des Oranier-Ordens: „kick the pope“ ein Jahr in den frühen 1960ern Mitglied war, an drei Umzügen teilgenommen hat und Flöte gespielt hat, worauf das Gericht entschied, dass Ingram die Prozesskosten zu tragen hatte.
Nach Recherchen von Sunday Times und Channel 4 hatte Ingram, wie auch der ehemalige parlamentarische Staatssekretär beim Sportminister, Richard Caborn  politische Einflussnahme gegen Bezahlung angeboten.